# Abadia de Goiás
Abadia de Goiás – miasto w Brazylii, w stanie Goiás. W 2010 roku liczyło 5081 mieszkańców.